# Schron pod Owczą II
Schron pod Owczą II – jaskinia, a właściwie schronisko, w Wąwozie Kraków w Dolinie Kościeliskiej w Tatrach Zachodnich. Wejście do niej znajduje się w stoku Żaru, poniżej Wielkiej Turni, w pobliżu Jaskini Owczej, na wysokości 1130 metrów n.p.m. Długość jaskini wynosi 6 metrów, a jej deniwelacja 2 metry.

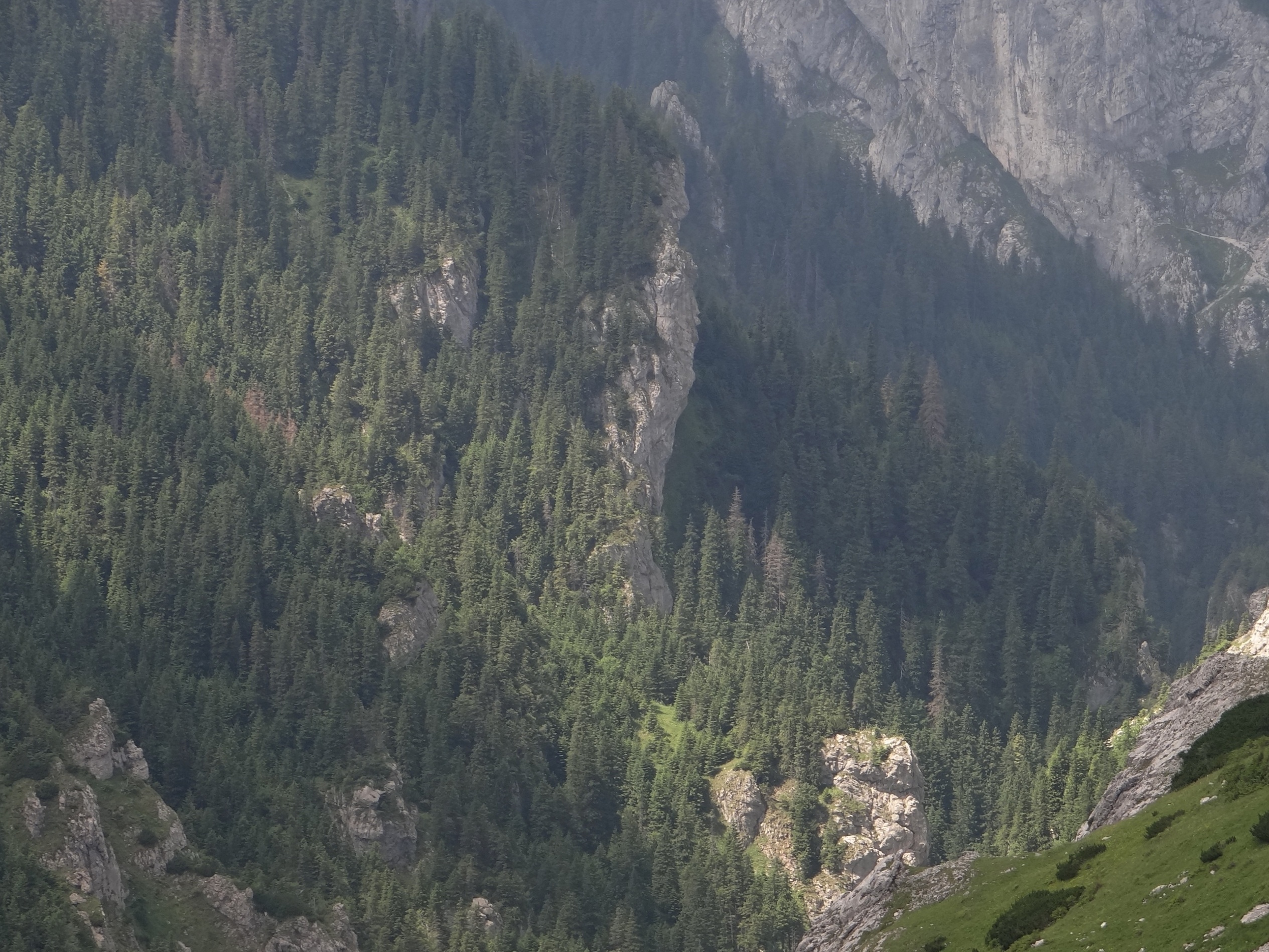
Wielka Turnia i Baszta w Wąwozie Kraków

## Opis jaskini
Jaskinię stanowi szczelinowy, prosty korytarz, który, zaraz za wysokim, szczelinowym otworem wejściowym, idzie stromo do góry, następnie staje się poziomy i kończy ślepo.

## Przyroda
W jaskini brak jest nacieków. Ściany są suche, roślinność występuje tylko w pobliżu otworu wejściowego.

## Historia odkryć
Jaskinia była prawdopodobnie znana od dawna. Jej pierwszy plan i opis  sporządził M. Kardaś przy pomocy I. Luty i M. Różyczki w 1977 roku.